# Xulio Ferreiro
Xulio Xosé Ferreiro Baamonde (La Coruña, 18 de octubre de 1974) es un magistrado suplente, profesor de Derecho Procesal en la Universidad de La Coruña y político español, alcalde de La Coruña entre 2015 y 2019.

## Trayectoria
Licenciado en Derecho en 1997 por la Universidad de La Coruña (UDC) y doctor por la misma universidad con la tesis La protección de la Víctima en el proceso penal. Fue magistrado suplente de la Audiencia Provincial de Lugo. Es decano y profesor titular de Derecho Procesal en la Universidad de La Coruña. 
Encabezó la candidatura de Marea Atlántica de cara a las  elecciones municipales del 25 de mayo de 2015 en La Coruña. La candidatura quedó en segundo puesto en los comicios por una diferencia de 28 votos, por detrás de la candidatura del Partido Popular, que encabezaba Carlos Negreira. El 13 de junio de 2015, Xulio Ferreiro fue investido alcalde de la ciudad con el respaldo de los concejales del PSdeG-PSOE. 
En el pleno resultante de las elecciones municipales de 2015 están representadas cuatro formaciones políticas:
- PP = (36.885 votos), (30,89%), 10 concejales.
- Marea Atlántica = (36.857 votos ), (30,89%),  10 concejales.
- PSdeG-PSOE = (21.908 votos ), (18,34%), 6 concejales.
- BNG = (6.809 votos ), (5,71%), 1 concejal.

Mantuvo una disputa con Puertos del Estado para evitar que los muelles de la ciudad sean vendidos a intereses privados y puedan ser destinados a uso público de interés general. Cuenta para ello con el apoyo de la opinión pública y de una plataforma ciudadana pero con la oposición del PP y la Junta de Galicia, principales impulsores, junto con el PSOE de Paco Vázquez en su momento, de la venta de dichos terrenos a fondos privados.
En las elecciones municipales de 2019 volvió a encabezar la candidatura de Marea Atlántica, que, en esta ocasión, fue la tercera fuerza más votada, pasando de 10 concejales a 6. El 29 de mayo de 2019 Ferreiro anunció su decisión de no continuar en el ayuntamiento y de no tomar posesión como concejal.
A finales de 2019 anunció que abandonaba la vida política y retomaba su puesto como profesor en la facultad de derecho de la Universidad de La Coruña.